# Vítor Augusto Wagner
Vítor Augusto Wagner (Lisboa, 16 de Março de 1854 - Lisboa, 24 de Março de 1877) foi um músico português.

## Biografia
Era filho do Professor do Conservatório Real de Lisboa Ernesto Vítor Wagner, Alemão, parente do grande Mestre Richard Wagner, e de sua mulher Leopoldina Carolina Neuparth, Judia Asquenaze Alemã.
Nesse estabelecimento fez os seus estudos como violinista e foi discípulo de Garcia Alagarim.
O casamento de sua irmã Virgínia Henriqueta Wagner foi festejado com um interessante Concerto no Salão da Trindade, a 27 de Outubro de 1869, em que tomou parte toda a família Wagner, como que para festejar os seus desposórios. Virgínia Henriqueta Wagner executou, com acompanhamento de Orquestra, o concerto em ré menor, de Wolfgang Amadeus Mozart, e um tema com variações de Sigismond Thalberg; os dois irmãos, Eduardo Óscar Wagner e Vítor Augusto Wagner, e a irmã, executaram o primeiro trio de Felix Mendelssohn Bartholdy e o trio em dó menor, de Ludwig van Beethoven.
Concluiu o curso em 1872, sendo, desde os catorze anos, Primeiro Violino do Real Teatro de São Carlos.
Após a conclusão do curso, partiu para Leipzig, na Saxónia, onde se conservou cerca de três anos, aperfeiçoando-se no seu Conservatório de Leipzig.
De regresso a Lisboa, em 1876, associou-se a seu irmão Eduardo Óscar Wagner e a José Vieira, constituindo, com eles, um dos componentes dum notável Quarteto, a primeira Sociedade de Quartetos que existiu em Lisboa, fundada por Guilherme Daddi em 1874, e que realizou cinco brilhantes Concertos. No decurso destes, afirmou eloquentemente as suas qualidades de violinista na interpretação, a solo, dum concerto de Ferdinand David, outro de Louis Spohr e duma fantasia de Hubert Léonard.
O crítico musical Ernesto Vieira considerou-o violinista perfeito e brilhante, um dos maiores do Mundo de qualquer tempo e como tal reputado.
Morreu solteiro e sem geração.